# Steve Wijler
Steve Wijler (19 settembre 1996) è un ex arciere olandese, vincitore di una medaglia d'argento nella gara a squadre miste ai Giochi olimpici di Tokyo in coppia con la connazionale Gabriela Schloesser.

## Palmarès
- Giochi olimpici

Tokyo 2020: argento nella gara a squadre miste.
- Mondiali

Città del Messico 2017: bronzo nella gara individuale.
- Giochi europei

Minsk 2019: argento individuale e a squadre.
- Europei

Legnica 2018: oro nella gara individuale
Essen 2024: oro nella gara a squadre miste
- Europei juniores

Bucarest 2016: argento nella gara individuale e nella gara a squadre.